# Intentionale Programmierung
Intentionale Programmierung ist ein Programmierparadigma. Sie bezeichnet den Ansatz, vom herkömmlichen Quelltext als alleinige Spezifikation eines Programms abzurücken, um die Intentionen des Programmierers durch eine Vielfalt von jeweils geeigneten Spezifikationsmöglichkeiten in besserer Weise auszudrücken. Die Intentionale Programmierung befindet sich noch in Entwicklung, basierend auf Ideen von Charles Simonyi.
Insbesondere auch die traditionellen, in der Regel sehr ausgereiften Notationen diverser Problemdomänen (z. B. mathematische Formeln, Notenschrift, chemische Strukturformeln, Schaltungssymbole etc.) sollen verwendbar sein.
Die Unzulänglichkeit, einen komplizierten Sachverhalt lediglich mit einer einzigen Darstellung zu erfassen, ist nichts Ungewöhnliches. Z. B. in der Differentialgeometrie versucht man Mannigfaltigkeiten zu beschreiben. Eine Kugel kann nicht in allen Aspekten gut auf eine einzige zweidimensionale Karte projiziert werden. Man muss mehrere Karten anfertigen (einen Atlas), die jeweils nur Teilaspekte erfassen.
Es gibt derzeit keine Implementierung einer intentionalen Programmiersprache.